# Pierre-André Touttain
Pierre-André Touttain, né le 7 août 1932 à Marly-le-Roi, où il est mort le 22 septembre 2017,, est un vernien français, spécialiste des littératures fantastique et de science-fiction.

## Biographie
Journaliste, directeur des Cahiers de l'Herne, on lui doit de nombreux articles sur Jules Verne.
En 1972, son ouvrage sur Haussmann reçoit le Prix Broquette-Gonin de l'Académie française.

## Publications
- 55 histoires extraordinaires, fantastiques et insolites, Gründ, 1961
- 60 énigmes et mystères de tous les temps, 1963
- 53 ascensions et aventures en montagne, avec Georges Beuville, Gründ, 1966
- 50 grandes courses automobiles, avec Henri Dimpre, 1970
- Haussmann : Artisan du Second Empire, Créateur du Paris moderne, Gründ, 1971
- Jules Verne, Cahier de L'Herne, 1974 (directeur éditorial)
- Art nouveau 1900, Gründ, 1974 (postface)
- Prague, cœur de l'Europe de Bohumír Mráz, Gründ, 1986 (postface)